# Hindukuš
Hindukuš je 800 kilometrov dolgo gorovje v srednji in južni Aziji zahodno od Himalaje. Razteza se od osrednjega in vzhodnega Afganistana do severozahodnega Pakistana in skrajnega jugovzhodnega Tadžikistana. Pogorje tvori zahodni del himalajske regije Hindukuš (HKH); na severu, blizu njegovega severovzhodnega konca, Hindukuš podpira gorovje Pamir blizu točke, kjer potekajo meje Kitajske, Pakistana in Afganistana, nato pa poteka jugozahodno skozi Pakistan in v Afganistan blizu njune meje.
Vzhodni del Hindukuša se na severu združi z gorovjem Karakorum. Proti svojemu južnemu koncu se povezuje z Belimi gorami blizu [[Kabul (reka)|reke Kabul]g. Deli dolino Amu Darje (starodavni Oxus) na severu od doline reke Ind na jugu. Pogorje ima številne visoke zasnežene vrhove, najvišja točka pa je Tirič Mir ali Teričmir na 7708 metrih v okrožju Čitral v Khiber Pakhtunkhva v Pakistanu.
Območje Hindukuša je bilo zgodovinsko pomembno središče budizma s kraji, kot so Bude iz Bamijana. Območje in tam naseljene skupnosti so gostile starodavne samostane, pomembna trgovska omrežja in popotnike med Srednjo in Južno Azijo. Medtem ko je velika večina regije večinsko muslimanska že nekaj stoletij, so se nekateri deli Hindukuša islamizirali šele relativno nedavno, kot je Kafiristan, ki je ohranil starodavna politeistična verovanja do 19. stoletja, ko je bil spremenjen v islam s strani Durranijskega imperija in se preimenoval v Nuristan ('dežela luči'). Pogorje Hindukuš je bilo tudi prehod za invazije na Indijsko podcelino in je še naprej pomembno za sodobno vojno v Afganistanu.

## Izvor imena
Najzgodnejša znana uporaba perzijskega imena Hindukuš se pojavi na zemljevidu, objavljenem okoli leta 1000 n. št. Nekateri sodobni učenjaki odstranijo presledek in gorovje imenujejo Hindukuš.

### Etimologija
Večina piscev Hindukuš na splošno prevaja kot 'morilec hindujstva' ali 'morilec hindujcev'. Boylov perzijsko-angleški slovar kaže, da je perzijska pripona -koš [koʃ] sedanjiško deblo glagola 'ubiti' (koštan کشتن‎). Po mnenju jezikoslovca Francisa Josepha Steingassa pripona -kuš pomeni 'moški; (imp. od kuštan v komp.) morilec, ki ubija, mori, zatira kot aždaha-kuš ['ubijalec zmajev'].
Izraz je prvi uporabil Ibn Batuta. Po njegovem mnenju Hindukuš pomeni morilec hindujcev, saj so hindujski sužnji z Indijske podceline umrli v težkih podnebnih razmerah v gorah, medtem ko so jih muslimanski trgovci odpeljali iz Indije v Turkestan.
O izvoru imena je bilo predlaganih več drugih teorij. Po mnenju Nigela Allana ima izraz Hindukuš dva alternativna pomena, tj. 'peneči sneg Indije' in 'gore Indije', pri čemer je Kuš verjetno mehka različica perzijskega kuh ('gora'). Allan pravi, da je bil Hindukuš mejno območje za arabske geografe. Spet drugi nakazujejo, da bi ime morda izhajalo iz starodavnega avestanskega, kar pomeni 'vodna gora'.
Po Hobson-Jobsonovem britanskem slovarju iz 19. stoletja je Hindukuš morda popačen starodavni latinski Indicus (Kavkaz); zapis omenja razlago, ki jo je Ibn Batuta prvi podal kot priljubljeno teorijo že v tistem času, kljub dvomom o njej.

### Druga imena
V vedskem sanskrtu je bilo območje znano kot upariśyena, v Avesti pa kot upāirisaēna (iz protoiranskega *upārisaina- 'pokrito z brinom'). Alternativno se lahko razlaga kot 'izven dosega orlov'. V času Aleksandra Velikega se je gorovje imenovalo Kavkaz Indicus (v nasprotju z Velikim Kavkazom med Kaspijskim in Črnim morjem), grški Grki pa Paropamisos v poznem prvem tisočletju pr. n. št.
Nekatere enciklopedije in geografi iz 19. stoletja navajajo, da se je izraz Hindukuš prvotno nanašal le na vrh na območju Kušanskega prelaza, ki je v prvem stoletju postal središče Kušanskega cesarstva.

## Geografija
Pogorje tvori zahodni del Himalajske regije Hindukuš (HKH) in je najbolj zahodni podaljšek gorovja Pamir, Karakorum in Himalaje. Deli dolino Amu Darje (starodavni Oxus) na severu od doline reke Ind na jugu. Pogorje ima številne visoke zasnežene vrhove, najvišja točka pa je Tirič Mir ali Teričmir na 7708 metrih v okrožju Čitral v Khiber Pakhtunkhva v Pakistanu. Na severu, blizu svojega severovzhodnega konca, Hindukuš podpira gorovje Pamir blizu točke, kjer se srečajo meje Kitajske, Pakistana in Afganistana, nato pa teče jugozahodno skozi Pakistan in v Afganistan blizu njihove meje. Vzhodni del Hindukuša se na severu združi z gorovjem Karakorum. Proti svojemu južnemu koncu se povezuje z gorovjem Spin Gar blizu reke Kabul.
Dolžina celotnega gorovje je 966 km, povprečna širina (smer sever-jug) pa meri okoli 240 km. Samo okoli 600 km Hindukuša se imenuje se Hindukuš. Ostanek pa so druga manjša gorovja: Koh-e Baba, Salang, Koh-e Paghman, Spin Gar, Siah Koh, Koh-e Khvadža Mohamed, Selseleh-e Band-e Turkestan. Zahodni Safid Koh, Siah Band in Došak imajo skupno ime Paropamisus.

### Vrhovi
Številni vrhovi pogorja so visoki med 4400 in 5200 m; vendar so nekateri veliko višji, s povprečno višino vrha 4500 metrov.[48] Gorovje Hindukuša se znižuje proti zahodu: srednji del v bližini Kabula je visok od 4500 do 6000 metrov; zahodni del je visok od 3500 do 4000 metrov. Povprečna nadmorska višina Hindukuša je 4500 metrov.
| Name            | Height | Country              |
| --------------- | ------ | -------------------- |
| Tiri Mir        | 7708 m | Pakistan             |
| Nošak           | 7492 m | Afganistan, Pakistan |
| Istor-o-Nal     | 7403 m | Pakistan             |
| Saraghrar       | 7338 m | Pakistan             |
| Udren Zom       | 7140 m | Pakistan             |
| Kohe Šakhavr    | 7084 m | Afganistan           |
| Lunkho e Dosare | 6901 m | Afganistan, Pakistan |
| Kuh-e Bandaka   | 6843 m | Afganistan           |
| Koh-e Kešni Kan | 6743 m | Afganistan           |
| Sakar Sar       | 6272 m | Afganistan, Pakistan |
| Kohe Mondi      | 6234 m | Afganistan           |

### Prelazi
Številni visoki prelazi (kotal) sekajo gore in tvorijo strateško pomembno mrežo za tranzit karavan. Najpomembnejši gorski prelaz v Afganistanu je prelaz Salang (Kotal-e Salang) (3878 m) severno od Kabula, ki povezuje južni s severnim Afganistanom. Predor Salang na 3363 m in obsežna mreža galerij na pristopnih cestah je bila zgrajena s sovjetsko finančno in tehnološko pomočjo in je vključevala vrtanje 2,7 km skozi osrčje Hindukuša; od začetka vojn v Afganistanu je bilo aktivno območje oboroženih spopadov z različnimi stranmi, ki so poskušale nadzorovati strateški predor. Pogorje ima več drugih prelazov v Afganistanu, od katerih je najnižji južni prelaz Šibar (2700 m), kjer se pogorje Hindukuša konča.
Pred predorom Salang je bil še en inženirski podvig cesta, zgrajena skozi sotesko Tang-e Garu blizu Kabula, ki je nadomestila starodavni prelaz Lataband in močno skrajšala čas potovanja proti pakistanski meji na prelazu Khiber.
Drugi gorski prelazi so na nadmorski višini približno 3700 m ali več, vključno s prelazom Brogil na 3798 m v Pakistanu in prelazom Dorah med Pakistanom in Afganistanom na 4267 m. Drugi visoki prelazi v Pakistanu so prelaz Lovari na 3109 m in prelaz Gomal. Prelaz Darmodar Gost je na nadmorski višini 4371 m. Prelaz Iškoman Aghost je na nadmorski višini 4587 m.

### Vode
Hindukuš tvori mejo med porečjem Inda v Južni Aziji in porečjem Amu Darje v Srednji Aziji. Taljena voda iz snega in ledu napaja glavne rečne sisteme v Srednji Aziji: Amu Darjo (ki napaja Aralsko jezero), reko Helmand (ki je glavni vir vode za porečje Sistan v južnem Afganistanu in Iranu) in reko Kabul – zadnja je glavni pritok reke Ind. Manjše reke z izviri v območju so reke Khaš, Farah in Araškan (Harut). Porečja teh rek služijo ekologiji in gospodarstvu regije, vendar pretok vode v teh rekah močno niha in je bilo zanašanje nanje zgodovinski problem, saj so bile dolgotrajne suše običajne. Vzhodni konec območja z najvišjimi vrhovi, visoko kopičenje snega omogoča dolgoročno shranjevanje vode.

## Geologija
Geološko gledano je območje zakoreninjeno v nastanku podceline iz regije Gondvane, ki se je oddaljila od Vzhodne Afrike pred približno 160 milijoni let, okoli obdobja srednje jure. Indijska podcelina, Avstralija in otoki v Indijskem oceanu so se še naprej pomaknili proti severovzhodu, pri čemer je indijska podcelina trčila v Evrazijsko ploščo pred skoraj 55 milijoni let, proti koncu paleocena. To trčenje je postopoma oblikovalo Himalajo, vključno s Hindukušem.
Hindukuš je del mladega evrazijskega gorovja, sestavljenega iz metamorfnih kamnin, kot so skrilavec, gnajs in marmor, pa tudi iz intruzivov, kot so granit, diorit različnih starosti in velikosti. Severna območja Hindukuša so priča himalajski zimi in imajo ledenike, medtem ko je njegov jugovzhodni del priča obrobju poletnih monsunov Indijske podceline.
Hindukuško pogorje ostaja geološko aktivno in se še vedno dviga; je nagnjeno k potresom. Sistem Hindukuš se razteza približno 966 kilometrov bočno, njegova srednja meritev sever-jug je približno 240 kilometrov. Gore so orografsko opisane v več delih. Vrhovi v zahodnem Hindukušu se dvigajo na več kot 5100 m in se raztezajo med Darra-je Sekari in prelazom Šibar na zahodu ter prelazom Khavak na vzhodu. Osrednji vrhovi Hindukuša se dvigajo na več kot 6800 m, ta odsek pa ima številne vzpetine med prelazoma Khavak na vzhodu in prelazom Durāh na zahodu. V letih 2005 in 2015 je bilo nekaj močnejših potresov.
Vzhodni Hindukuš, znan tudi kot Visoki Hindukuš, je večinoma v severnem Pakistanu in provincah Nuristan in Badakšan v Afganistanu z vrhovi nad 7000 m. Ta odsek se razteza od prelaza Durāh do prelaza Barogil na meji med severovzhodnim Afganistanom in severnim Pakistanom. Okrožje Čitral v Pakistanu je dom Tirič Mir, Nošak in Istoro Nal – najvišjih vrhov v Hindukušu. Grebeni med prelazom Khavak in Badakšanom so visoki preko 5800 m in se imenujejo pogorje Kaja Mohamed.

## Pokrovnost in raba tal
Prva letna regionalna baza podatkov o pokrovnosti tal s 30-metrsko ločljivostjo ICIMOD za HKH, ustvarjena z uporabo slik Landsat v javni lasti, je pokazala, da je travinje najbolj prevladujoča pokrovnost tal, sledila pa mu je neplodna zemlja, ki vključuje območja z golimi površinami. V letih 2000, 2005, 2010 in 2015 je travinje pokrivalo 37,2 %, 37,6 %, 38,7 % oziroma 38,2 % celotne površine regije HKH. V istih letih so bila druga prevladujoča pokrovnost nerodovitna območja, vključno z golo prstjo in golimi skalami. V letih 2000, 2005, 2010 in 2015 je gola prst in gola skala pokrivala 32,1, 31,4, 30,4 in 30,7 %. Pokritost obdelovalnih površin je leta 2000 znašala približno 5,1 % in leta 2015 približno 5,4 %. Snežna območja in ledeniška območja so leta 2018 pokrivala približno 4 % visokogorskega odseka, vodna telesa in rečne struge/kanali pa skupaj predstavljajo 2 %. Vremenske razmere vplivajo tudi na vzorce pokrovnosti tal po regijah. V HKH je gozdnatost večinoma razširjena v južnih in jugovzhodnih predelih, kjer je več padavin; travniki so večinoma razporejeni v severnem in severozahodnem delu, medtem ko so njive večinoma v južnem delu regije.

## Flora in favna
Gorska območja pogorja Hindukuš so večinoma pusta ali kvečjemu redko posejana z drevesi in zakrnelim grmovjem. Od približno 1300 do 2300 m, pravi Yarshater, prevladujejo sklerofilni gozdovi s hrasti in Olea (divja oljka); nad tem, do višine približno 3300 m, najdemo iglaste gozdove z Cedrus, Picea, Abies, Pinus in brin. V notranjih dolinah Hindukuša je malo dežja in imajo puščavsko vegetacijo. Po drugi strani pa je vzhodna Himalaja dom številnih žarišč biotske raznovrstnosti in tam so med letoma 1998 in 2008 odkrili 353 novih vrst (242 rastlin, 16 dvoživk, 16 plazilcev, 14 rib, dve ptici, dva sesalca in 61+ nevretenčarjev), s povprečno 35 najdbami novih vrst vsako leto. Z vključeno vzhodno Himalajo je celotna himalajska regija Hindukuš dom približno več kot 35.000 vrst rastlin in več kot 200 vrst živali.[63]

## Zgodovina
Visoke nadmorske višine gora imajo zgodovinski pomen v Južni in Srednji Aziji. Pogorje Hindukuš je bilo glavno središče budizma s kraji, kot so Bude iz Bamijana. Bil je tudi prehod med vdori na Indijsko podcelino, regijo, kjer so rasli talibani in Al Kaida,ref>Magnus, Ralph H. (1998). »Afghanistan in 1997: The War Moves North«. Asian Survey. University of California Press. 38 (2): 109–115. doi:10.2307/2645667. JSTOR 2645667.</ref> in prizorišče sodobnega vojskovanja v Afganistanu. V dolini Kovkčeh najdemo starodavne rudnike, v katerih pridobivajo lapis lazuli, severno od Kabula pa v dolini reke Pandžšer in nekaterih njenih pritokov najdemo smaragde. Po besedah Walterja Schumanna je bilo gorovje Zahodnega Hindukuša že tisočletja vir najboljšega Lapis lazulija.
Budizem je bil zelo razširjen v starodavnem območju Hindukuša. Starodavno umetniško delo budizma vključuje velikanske v skalo izklesane kipe, imenovane Bamijanski Bude, na južnem in zahodnem koncu Hindukuša. Te kipe so leta 2001 uničili talibanski islamisti. Jugovzhodne doline Hindukuša, ki se povezujejo z regijo doline Inda, so bile glavno središče, ki je gostilo samostane, verske učenjake iz oddaljenih dežel, trgovske mreže in trgovce starodavne indijske podceline.
Ena od zgodnjih budističnih šol, Mahāsāṃghika-Lokottaravāda, je bila vidna na območju Bamijana. Kitajski budistični menih Šuanzang je v 7. stoletju našega štetja obiskal samostan Lokottaravāda v Bamijanu v Afganistanu. Rokopisi besedil iz brezovega lubja in palmovih listov v zbirki tega samostana, vključno s sutrami Mahājāna, so bili odkriti v jamah Hindukuša in so zdaj del zbirke Schøyen. Nekateri rokopisi so v jeziku Gāndhārī in pisavi Kharoṣṭhī, medtem ko so drugi v sanskrtu in napisani v oblikah pisave Gupta.
Po besedah Alfreda Foucherja so se Hindukuš in bližnje regije postopoma spreobrnile v budizem do 1. stoletja našega štetja in ta regija je bila osnova, od koder je budizem prečkal Hindukuš in se razširil v regijo doline Oxus v Srednji Aziji. Budizem je pozneje izginil in domačini so bili prisiljeni prestopiti v islam. Richard Bulliet tudi domneva, da je bilo območje severno od Hindukuša središče nove sekte, ki se je razširila vse do Kurdistana in je obstajala vse do Abasidov. Območje je sčasoma prišlo pod nadzor hindujske dinastije Šahi iz Kabula. Islamska osvojitev območja se je zgodila pod Sabuktiginom, ki je v 10. stoletju osvojil Džajapalovo oblast zahodno od Pešavarja.

### Antika
Pomen gorskih verig Hindukuša je bil zabeležen že od časa Dareja I. iz Ahemenidskega cesarstva. Aleksander je vstopil na Indijsko podcelino preko Hindukuša, ko se je njegova vojska pomikala mimo afganistanskih dolin spomladi 329 pr. n. št.. Leta 327 pr. n. št. se je pomaknil proti območju doline reke Ind na Indijski podcelini; njegova vojska je v vmesnih dveh letih zgradila več mest v tej regiji.
Potem ko je Aleksander umrl leta 323 pr. n. št., je regija postala del Selevkidskega cesarstva, glede na starodavno zgodovino Strabona, napisano v 1. stoletju pr. n. št., preden je okoli leta 305 pr. n. št. postala del indijskega [[Maurijsko cesarstvo|Maurijskega cesarstva. Regija je postala del Kušanskega cesarstva okoli začetka našega štetja.

### Srednjeveška doba
V deželah severno od Hindukuša, v heftalitskem dominionu, je bil budizem prevladujoča religija do sredine 1. tisočletja našega štetja. Ti budisti so bili versko strpni in so obstajali s privrženci zaratustrstva, manihejstva in nestorijanskega krščanstva. To regijo Srednje Azije ob Hindukušu so v 8. stoletju prevzeli zahodni Turki in Arabci, ki so se soočali z vojnami z večinoma Iranci. Ena večja izjema je bilo obdobje od sredine do poznega 7. stoletja, ko je kitajska dinastija Tang uničila severne Turke in svojo oblast razširila vse do doline reke Oxus in regij Srednje Azije, ki mejijo vzdolž Hindukuša.
Podcelina in doline Hindukuša so islamskim vojskam ostale neosvojene do 9. stoletja, čeprav so osvojile južne regije doline reke Ind, kot je Sind. Kabul je leta 808 padel v roke vojske Al-Ma'muna, sedmega abasidskega kalifa, lokalni kralj pa se je strinjal, da bo sprejel islam in plačeval letni davek kalifu. Vendar, pravi André Wink, napisi nakazujejo, da je bilo na območju Kabula blizu Hindukuša zgodnje prisoten islam. Ko je bilo pridobivanje srebra iz rudnikov v Hindukušu največje (okoli 850-ih), je vrednost srebra v primerjavi z zlatom padla, vsebnost srebra v karolinškem denariju pa se je povečala, tako da je moral ohraniti svojo notranjo vrednost.
Pogorje je prišlo pod nadzor hindujske dinastije Šahi iz Kabula, vendar ga je osvojil Sabuktigin, ki je prevzel celotno oblast Džajapala zahodno od Pešavarja.
Mahmud iz Gaznija je prišel na oblast leta 998 n. št. v Gazni v Afganistanu, južno od Kabula in gorovja Hindukuša. Začel je vojaško kampanjo, in je obe strani Hindukuša hitro spravil pod svojo oblast. Iz svoje gorate afganistanske baze je med letoma 997 in 1030 sedemnajstkrat sistematično napadal in ropal kraljestva v severni Indiji od vzhoda reke Ind do zahoda reke Jamuna.
Mahmud iz Gaznija je vdrl v zakladnice kraljestev, plenil mesta in uničeval hindujske templje, pri čemer se je vsak pohod začel spomladi, on in njegova vojska pa so se vrnili v Gazni in bazo Hindukuš, preden so monsuni prispeli v severozahodni del podceline. Vsakič se je umaknil in islamsko vladavino razširil le na zahodni Pandžab.
Leta 1017 je bil iranski islamski zgodovinar Al-Biruni po vojni, v kateri je zmagal Mahmud iz Gaznija, deportiran na severozahodno Indijsko podcelino pod Mahmudovo vladavino. Al Biruni je ostal v regiji približno petnajst let, se naučil sanskrta in prevedel številna indijska besedila ter pisal o indijski družbi, kulturi, znanosti in veri v perzijščini in arabščini. Nekaj časa je ostal v regiji Hindukuš, zlasti v bližini Kabula. Leta 1019 je posnel in opisal sončni mrk v moderni provinci Laghman v Afganistanu, skozi katero poteka Hindukuš. Al Biruni je pisal tudi o zgodnji zgodovini regije Hindukuš in kraljih Kabula, ki so vladali regiji dolgo preden je prišel, vendar ta zgodovina ni v skladu z drugimi zapisi, ki so na voljo iz tega obdobja. Al Birunija je podpiral sultan Mahmud. Al Biruni je ugotovil, da je težko dobiti dostop do indijske literature lokalno na območju Hindukuša, in da bi to pojasnil, je zapisal: »Mahmud je popolnoma uničil blaginjo države in izvedel čudovite podvige, s katerimi so Hindujci postali atomi, raztreseni na vse strani in kot pripoved iz davnine v ustih ljudi (...) Tudi to je razlog, zakaj so se hindujske znanosti umaknile daleč od teh delov države osvojili in pobegnili v kraje, ki jih naša roka še ne more doseči, v Kašmir, Benares in druge kraje«.
V poznem 12. stoletju je zgodovinsko vplivno Guridsko cesarstvo, ki ga je vodil Muizz al-Din, vladalo regiji Hindukuš. Bil je vpliven pri ustanovitvi Delhijskega sultanata, saj je bazo svojega sultanata premaknil z juga pogorja Hindukuš in Gaznija proti reki Jamuna in Delhiju. Tako je pomagal pripeljati islamsko vladavino v severne nižine indijske podceline. V mongolski invaziji na Horezmsko cesarstvo je Džingiskan napadel regijo s severovzhoda v enem od svojih številnih osvajanj, da bi ustvaril ogromno Mongolsko cesarstvo.
Maroški popotnik Ibn Batuta je prispel v Delhijski sultanat skozi Hindukuš. Gorske prelaze pogorja Hindukuš sta uporabila Timur Lenk in njegova vojska ter jih prečkala, da bi leta 1398 začela invazijo na severno Indijsko podcelino. Timur, znan tudi kot Temur ali Tamerlan v zahodni strokovni literaturi, je s svojo vojsko vkorakal v Delhi, plenil in ubijal vso pot. Nato je odnesel bogastvo in ujete sužnje ter se skozi Hindukuš vrnil v svojo prestolnico.
Babur, ustanovitelj Mogulskega cesarstva, je bil Timurjev potomec po očetovi liniji s koreninami v Srednji Aziji. Najprej se je s svojo vojsko uveljavil v Kabulu in regiji Hindukuš. Leta 1526 se je premaknil v severno Indijo in zmagal v bitki pri Panipatu, s čimer je končal zadnjo dinastijo Delhijskega sultanata in začel obdobje Mogulov.

### Moderna doba
Prebivalci Kafiristana so imeli starodavne politeistične tradicije do invazije leta 1896 in spreobrnjenja v islam v rokah Afganistancev pod vodstvom Amirja Abdurja Rahmana Kana.
Britanska doba
Hindukuš je služil kot geografska ovira za Britanski imperij, kar je povzročilo pomanjkanje informacij in redko neposredno interakcijo med britanskimi kolonialnimi uradniki in srednjeazijskimi ljudstvi. Britanci so se morali za informacije zanašati na plemenske poglavarje, plemiče Sadozai in Barakzai, na splošno pa so omalovaževali poročila o suženjstvu in drugem nasilju zaradi geopolitičnih strateških razlogov. Prva britanska invazija na Afganistan se je leta 1842 končala s katastrofo, ko je bilo ubitih 16.000 britanskih vojakov in privržencev taborišča, ko so se umikali skozi Hindukuš nazaj v Indijo.
Po letu 1947
V kolonialnem obdobju je Hindukuš neuradno veljal za ločnico med ruskimi in britanskimi vplivnimi območji v Afganistanu. Med hladno vojno je Hindukuš postal strateško prizorišče, zlasti v 1980-ih, ko so se sovjetske sile in njihovi afganistanski zavezniki borili proti afganistanskim mudžahidom, usmerjenim skozi Pakistan. Po umiku Sovjetske zveze in koncu hladne vojne se je veliko mudžahidov spremenilo v talibane in sile Al Kaide, ki so uvedle strogo razlago islamskega prava (šeriat), s Kabulom, temi gorami in drugimi deli Afganistana kot svojo bazo. Drugi mudžahidi so se pridružili Severnemu zavezništvu, da bi se zoperstavili talibanski vladavini.
Po terorističnih napadih 11. septembra 2001 v New Yorku in Washingtonu D. C. je kampanja Američanov in Isafa proti Al Kaidi in njihovim talibanskim zaveznikom spremenila Hindukuš v ponovno militarizirano konfliktno območje.

## Prihodnji razvoj in prilagajanje
V regiji HKH se že izvaja vrsta prilagoditvenih prizadevanj: vendar trpijo zaradi premajhnih naložb in nezadostnega usklajevanja med različnimi državnimi, institucionalnimi in drugimi nedržavnimi prizadevanji, zato jih je treba "nujno" okrepiti, da bodo sorazmerni z prihodnji izzivi.
Ocena Himalaje v Hindukušu iz leta 2019 je orisala tri glavne 'zgodbe' za regijo od zdaj do leta 2080: posel kot običajno (ali 'preprečevanje'), brez bistvenih sprememb glede na trenutne trende in pobude za razvoj/prilagajanje, ki potekajo kot delajo zdaj; »navzdol«, kjer je intenzivnost globalnih podnebnih sprememb velika, lokalne pobude ne uspejo in regionalno sodelovanje se prekine; in "uspešno".
Kjer obsežno sodelovanje omogoča skupnostim v regiji, da prenesejo zmerne podnebne spremembe in povečajo svoj življenjski standard, hkrati pa ohranjajo biotsko raznovrstnost regije. Poleg tega je opisal dve alternativni poti, po katerih je mogoče doseči 'uspešno' prihodnost: prva se osredotoča na obsežen razvoj od zgoraj navzdol, druga pa opisuje decentralizirano alternativo od spodaj navzgor.